# Hypoestes aristata
Hypoestes aristata är en akantusväxtart som först beskrevs av Vahl, och fick sitt nu gällande namn av Soland., Johann Jakob Roemer och Schult.. Hypoestes aristata ingår i släktet Hypoestes och familjen akantusväxter.

## Underarter
Arten delas in i följande underarter:
- H. a. alba
- H. a. thiniorum

## Bildgalleri

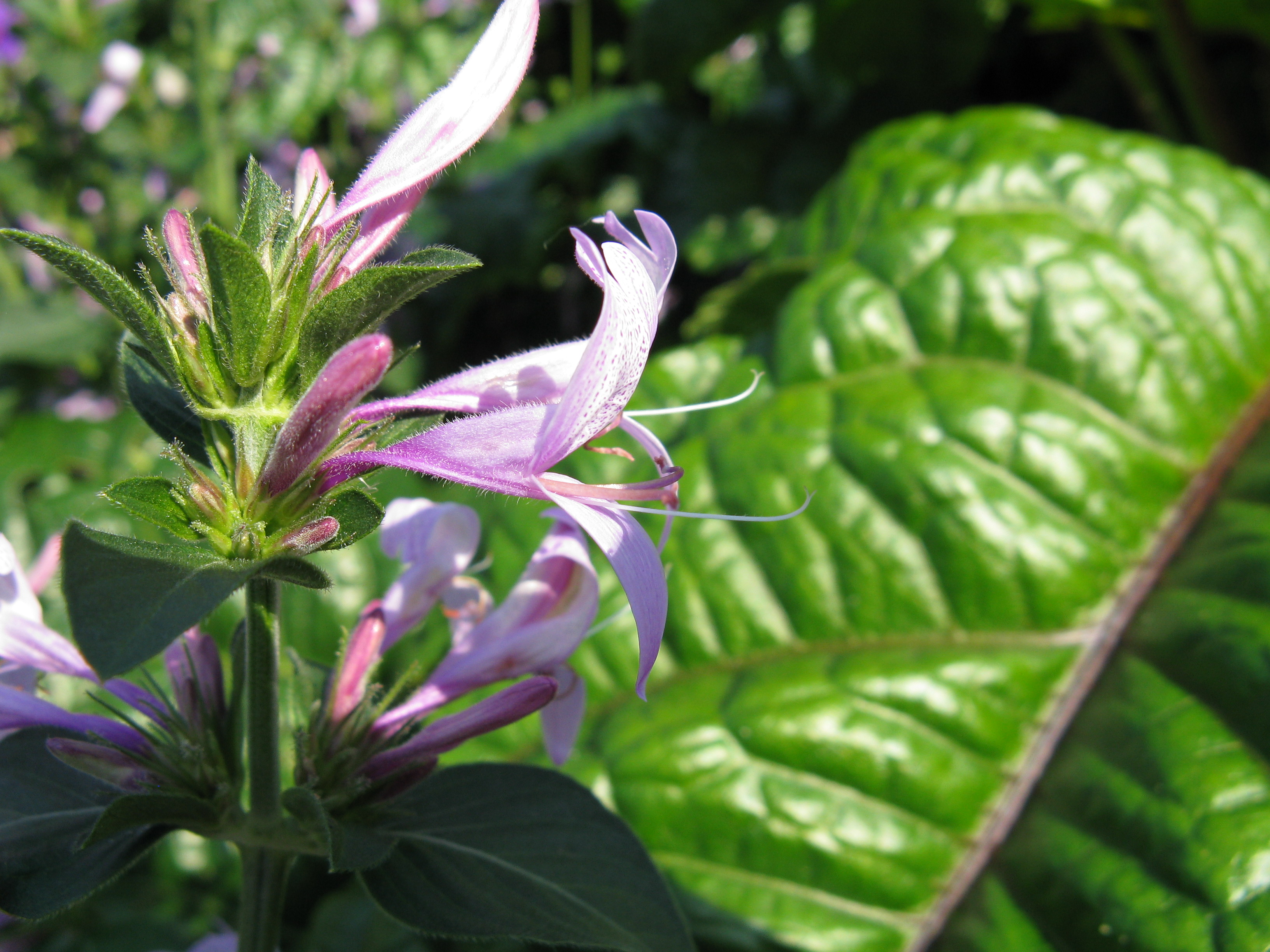
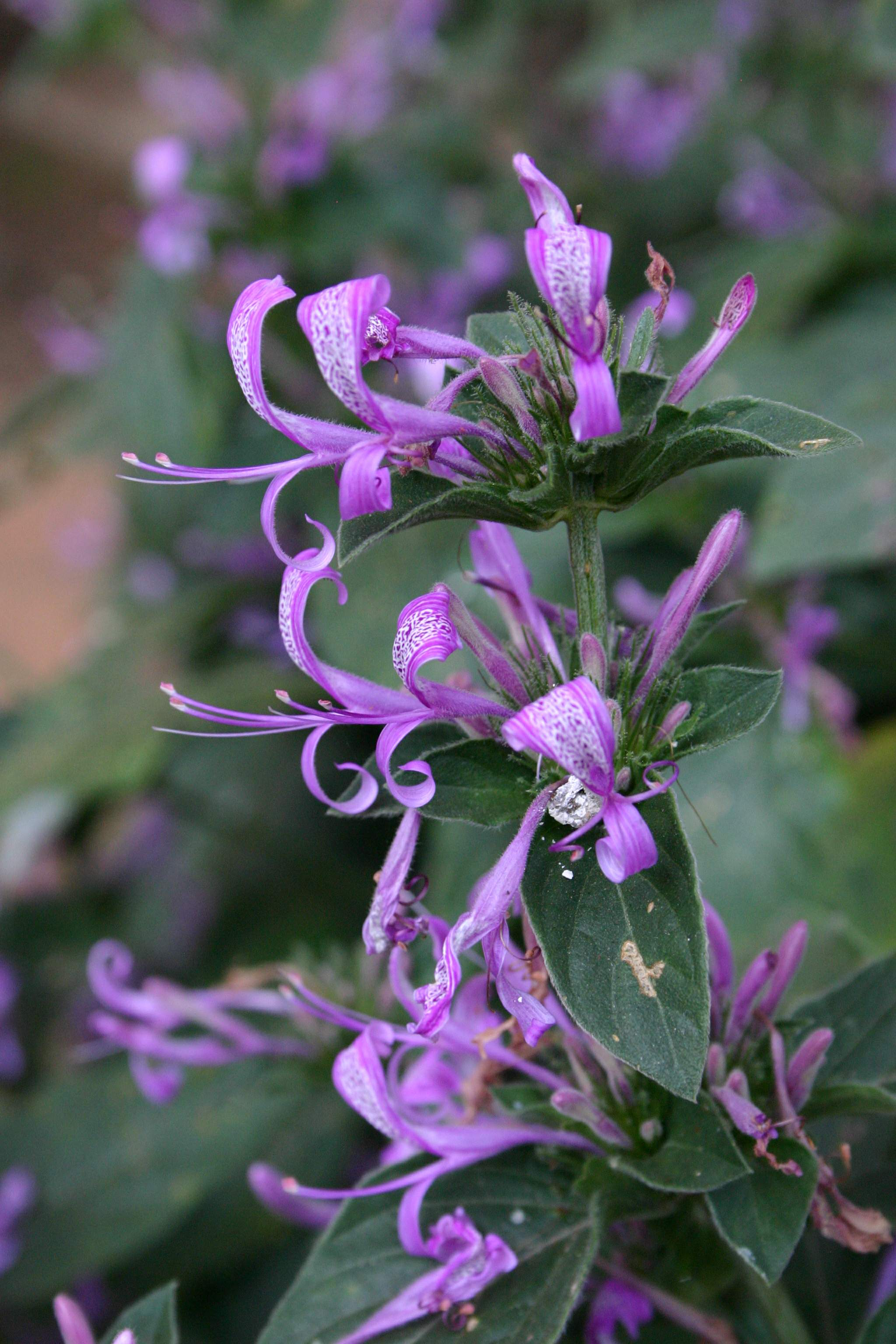
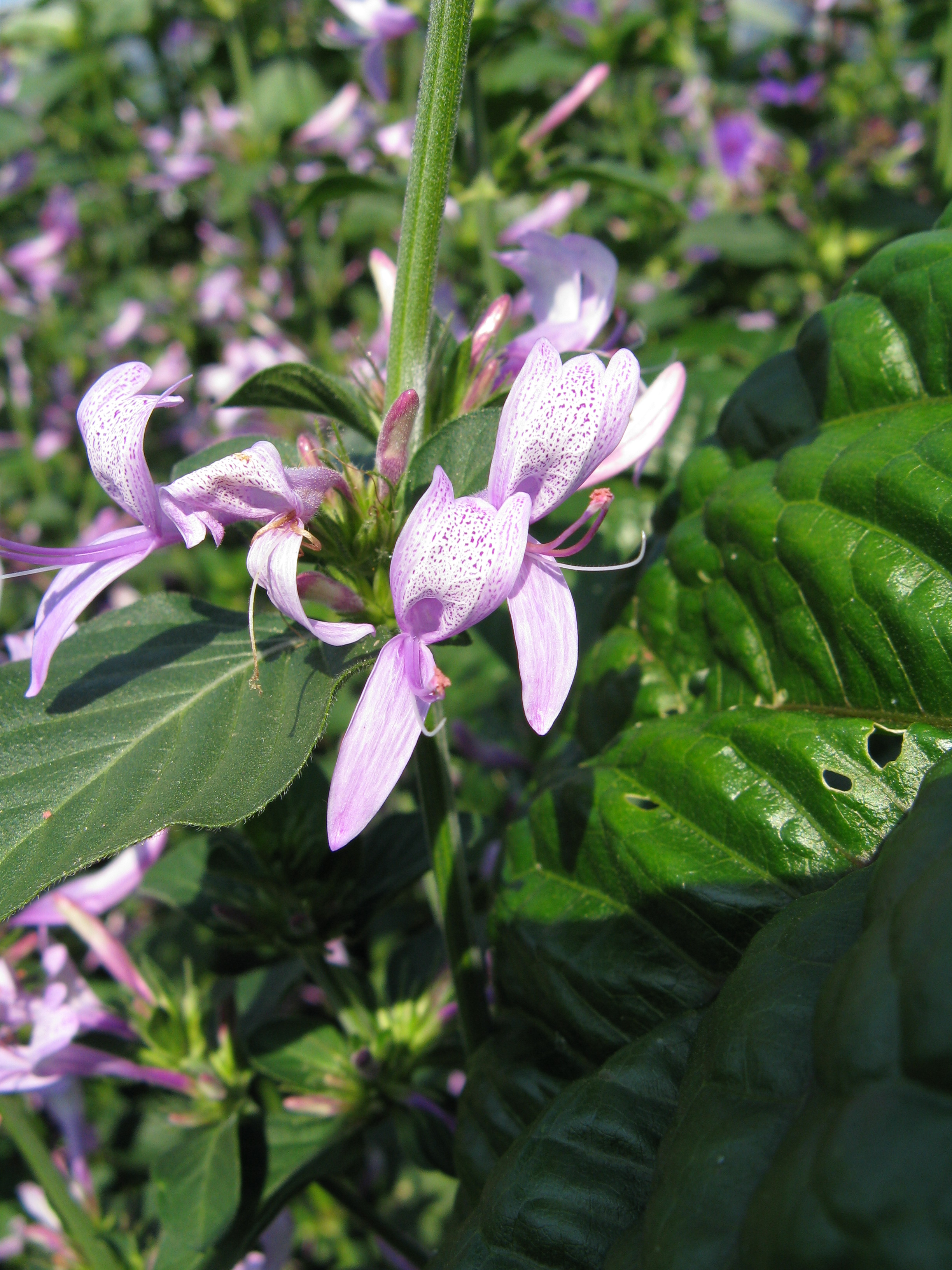